# 오카자키시
오카자키시(일본어: 岡崎市)는 일본 아이치현에 있는 도시이다. 옛 미카와국의 거의 중앙에 위치한 도시이다. 중핵시로 지정되어 있다.
도쿠가와 이에야스의 출신지라서 오늘날에도 이에야스에 대한 존경 의식이 강하다. 또한 호소카와씨, 니키씨, 도리이씨, 오쿠보씨, 도이씨의 발생지로도 알려져 있다. 니시미카와 지방을 대표하는 도시이다. 에도 시대부터 성시, 도카이도의 역참 마을로 번창했다. 중심부는 과거 누카타군에 속했고 메이지 시대 초기에는 누카타현의 현청 소재지였다. 또 일부는 옛 헤키카이군에도 속했다.
교육 시설과 사적이 많아 규모에 비해 문교 도시의 성격이 강하다. 또 특색 산업으로는 핫초 된장, 불꽃, 돌제품, 누카타의 두부 등이 있다. 동부 산간에는 야생 원숭이나 사슴 등도 서식하고 있다.

## 지리
아이치현 중앙부의 미카와 산지와 오카자키 평야의 접점에 위치한다. 시내에는 야하기강이 남북으로, 오토가와강이 동서로 흐르고 지류도 많이 존재한다. 시내에는 이 풍부한 물을 이용한 대규모 공장과 논이 많이 있다. 동부는 산지이며 평야에도 구릉이 점재하고 면적의 60%가 삼림이다. 또 중심부에는 오카자키성이 있어 벚꽃 명소로 유명하다.
시내를 동서로 국도 1호선, 남북으로 국도 248호선이 지나고 있다. 또 주요 지방도로도 많이 있어 시내 각처에서 정체가 발생하고 있다. 철도로는 도카이도 본선, 나고야 철도 나고야 본선이 시내를 동서로 지나고 오카자키역에서 도요타시, 세토시 방면으로 향하는 아이치 환상 철도선의 세 노선이 있다.

### 기후
연평균 기온은 17.0℃, 최고 기온은 36℃, 최저 기온은 ―1℃, 연 강수량은 1,200mm 정도이다.
| 오카자키시의 기후                                            | 오카자키시의 기후 | 오카자키시의 기후 | 오카자키시의 기후 | 오카자키시의 기후 | 오카자키시의 기후 | 오카자키시의 기후 | 오카자키시의 기후 | 오카자키시의 기후 | 오카자키시의 기후 | 오카자키시의 기후 | 오카자키시의 기후 | 오카자키시의 기후 | 오카자키시의 기후 |
| 월                                                           | 1월               | 2월               | 3월               | 4월               | 5월               | 6월               | 7월               | 8월               | 9월               | 10월              | 11월              | 12월              | 연간              |
| ------------------------------------------------------------ | ----------------- | ----------------- | ----------------- | ----------------- | ----------------- | ----------------- | ----------------- | ----------------- | ----------------- | ----------------- | ----------------- | ----------------- | ----------------- |
| 역대 최고 기온 °C (°F)                                       | 17.2 (63.0)       | 21.6 (70.9)       | 24.6 (76.3)       | 29.5 (85.1)       | 32.8 (91.0)       | 36.1 (97.0)       | 39.3 (102.7)      | 38.8 (101.8)      | 37.8 (100.0)      | 31.9 (89.4)       | 26.1 (79.0)       | 23.1 (73.6)       | 39.3 (102.7)      |
| 일평균 최고 기온 °C (°F)                                     | 9.1 (48.4)        | 10.2 (50.4)       | 14.1 (57.4)       | 19.6 (67.3)       | 24.2 (75.6)       | 27.1 (80.8)       | 31.0 (87.8)       | 32.7 (90.9)       | 29.0 (84.2)       | 23.3 (73.9)       | 17.4 (63.3)       | 11.6 (52.9)       | 20.8 (69.4)       |
| 일일 평균 기온 °C (°F)                                       | 4.1 (39.4)        | 5.0 (41.0)        | 8.6 (47.5)        | 13.8 (56.8)       | 18.6 (65.5)       | 22.3 (72.1)       | 26.2 (79.2)       | 27.4 (81.3)       | 23.9 (75.0)       | 17.9 (64.2)       | 11.8 (53.2)       | 6.4 (43.5)        | 15.5 (59.9)       |
| 일평균 최저 기온 °C (°F)                                     | −0.7 (30.7)       | 0.0 (32.0)        | 3.1 (37.6)        | 8.1 (46.6)        | 13.3 (55.9)       | 18.2 (64.8)       | 22.5 (72.5)       | 23.3 (73.9)       | 19.7 (67.5)       | 13.2 (55.8)       | 6.5 (43.7)        | 1.4 (34.5)        | 10.7 (51.3)       |
| 역대 최저 기온 °C (°F)                                       | −7.6 (18.3)       | −7.6 (18.3)       | −4.7 (23.5)       | −1.9 (28.6)       | 3.1 (37.6)        | 8.9 (48.0)        | 15.1 (59.2)       | 14.8 (58.6)       | 7.8 (46.0)        | 2.3 (36.1)        | −1.7 (28.9)       | −6.5 (20.3)       | −7.6 (18.3)       |
| 평균 강수량 mm (인치)                                        | 53.7 (2.11)       | 60.9 (2.40)       | 115.8 (4.56)      | 123.6 (4.87)      | 139.4 (5.49)      | 177.1 (6.97)      | 184.1 (7.25)      | 117.9 (4.64)      | 223.5 (8.80)      | 177.1 (6.97)      | 80.2 (3.16)       | 57.2 (2.25)       | 1,507.6 (59.35)   |
| 평균 강수일수 (≥ 1.0 mm)                                     | 5.4               | 6.3               | 9.2               | 9.4               | 9.7               | 12.0              | 11.0              | 7.7               | 10.6              | 9.9               | 6.6               | 6.1               | 103.9             |
| 평균 월간 일조시간                                           | 172.0             | 165.5             | 191.5             | 193.5             | 194.2             | 136.7             | 164.8             | 210.8             | 159.6             | 162.2             | 162.8             | 167.4             | 2,081             |
| 출처: 일본 기상청 (평년값: 1991년~2020년, 극값: 1979년~현재) |                   |                   |                   |                   |                   |                   |                   |                   |                   |                   |                   |                   |                   |

### 인접한 자치체
- 도요카와시, 도요타시, 안조시, 니시오시, 가마고리시, 누카타군 고타정

## 역사
헤이안 시대에는 훈야노 야스히데 등 지방관들이 중앙에서 부임해 왔다. 가마쿠라 시대에는 미카와 수호의 아시카가씨가 야하기도주쿠에 수호소와 누카타군 공문소를 설치하였다. 1524년에 마쓰다이라 기요야스가 류토산성을 점거한 후 확장해 오카자키성으로 명명하였다. 1542년 마쓰다이라 히로타다의 장남 다케치요가 태어났다. 1601년에 도카이도 53개 역참 중 하나인 오카자키슈쿠와 후지카와슈쿠가 놓였다.
1871년 폐번치현으로 누카타현에 속하였다가 누카타현이 폐지된 후 아이치현에 속하게 되었다. 1889년에 정촌제 시행과 함께 오카자키정이 성립하였고 1916년에 아이치현에서 세 번째로 시로 승격해 오카자키시가 되었다. 1944년과 1945년에 지진을 겪었고 미군의 공습을 받았다. 1959년에는 이세만 태풍으로 피해를 입었다. 2003년에 중핵시로 지정되었다. 2006년에 누카타군 누카타정을 편입하였다.

## 교통

### 철도
- 도카이 여객철도 도카이도 본선
- 나고야 철도 나고야 본선
- 아이치 환상 철도 아이치 환상 철도선

### 도로
- 도메이 고속도로
- 국도 제1호선
- 국도 제248호선
- 국도 제301호선
- 국도 제473호선

## 인구
| 연도 | 인구    | ±%     |
| ---- | ------- | ------ |
| 1960 | 186,559 | —      |
| 1970 | 219,092 | +17.4% |
| 1980 | 271,243 | +23.8% |
| 1990 | 316,334 | +16.6% |
| 2000 | 345,997 | +9.4%  |
| 2010 | 373,472 | +7.9%  |

## 연중 축제
- 1월 초 - 롱산사 귀신 축제.
- 벚꽃 축제.
- 4월 초 - 이에야스 행렬.
- 8월 초 - 오카자키 관광 여름 축제.

## 출신 인물
- 도쿠가와 이에야스

## 자매 도시
- 미국 뉴포트비치
- 스웨덴 우데발라
- 중화인민공화국 후허하오터시